# JTG
Джейсон Энтони Пол (англ. Jayson Anthony Paul, род. 10 декабря 1984, Гарлем, Нью-Йорк) — американский рестлер, выступающий в National Wrestling Alliance. Он наиболее известен по выступлениям в WWE под именем JTG.
Пол начал свою карьеру рестлера в 2006 году в World Wrestling Entertainment (WWE), будучи направленным на их территорию развития Ohio Valley Wrestling (OVW), где он был двукратным командным чемпионом Юга OVW (вместе с Шэдом Гаспардом, в составе команды Cryme Tyme). В 2006 году Cryme Tyme были переведены в основной ростер WWE, а в следующем году JTG и Гаспард были уволены из компании. Они оба вернулись в компанию в 2008 году, а затем разошлись и враждовали друг с другом до ухода Гаспарда в 2010 году.
Позже, в том же году, JTG был назначен в NXT, где он был объявлен одним из профессионалов NXT, наставником Джейкоба Новака. В конце концов, он стал хилом и враждовал с новичком Владимира Козлова Конором О’Брайаном и самим Козловым. Он также появлялся на SmackDown и Superstars. С конца 2012 по 2013 год JTG был переведен в статус джоббера и продолжал выступать до своего ухода в 2014 году.

## Титулы и достижения
- Ohio Valley Wrestling
  - OVW Southern Tag Team Championship (2 раза)[2] — с Шэдом Гаспардом
- Pro Wrestling Illustrated
  - PWI ставит его под № 84 среди 500 лучших рестлеров 2010 года.[3]